# Józef Demetrykiewicz
Józef Demetrykiewicz (ur. 1828 w Dunajowie, zm. 6 czerwca 1881) – polski lekarz.

## Życiorys
Urodził się w 1828 w Dunajowie. Był synem pogrobowcem Józefa (wyznania greckokatolickiego) i Anny z domu Langheinig. Odbył kurs filozoficzny w wymiarze dwóch lat we Lwowie, który ukończył w 1850. Od tego roku był słuchaczem nauk medycznych na uniwersytecie w Wiedniu, gdzie w 1858 uzyskał stopień naukowy doktora w zakresie chirurgii oraz magistra akuszerii. 
Z Wiednia powrócił do Galicji, zamieszkał w Złoczowie i pracował tam jako lekarz miejski i więzienny. Od 1864, jako następca dr. Kacpra Kosteckiego, pracował na stanowisku lekarza obwodowego cyrkułu sanockiego. Po reformie administracyjnej od 1867 sprawował stanowisko lekarza przy starostwie powiatu sanockiego. W Sanoku pracował jako lekarz w publicznej służbie zdrowia, jako lekarz ordynujący w pierwotnym szpitalu powszechnym założonym w 1857, którego zarządcą był Julian Hermann. Od 1872 był lekarzem przy starostwie c. k. powiatu tarnowskiego w charakterze lekarza powiatowego I klasy oraz chirurga. Równolegle był lekarzem sądowym przy C. K. Sądzie Obwodowym w Tarnowie oraz praktykował jako lekarz prywatnie. Był przewodniczącym sekcji tarnowskiej Towarzystwa Lekarzy Galicyjskich. Jego służba lekarska była z uznaniem wspominana na ziemi sanockiej i tarnowskiej, gdzie dr. Demetrykiewicz, mimo słabego własnego zdrowia, udzielał pomocy chorym, także na choroby zakaźne. 
Podczas pracy przy poborze do wojska w kwietniu 1881 zaraził się jadem tyfusowym. Mimo wysiłków kolegów lekarzy zmarł 6 lub 7 czerwca 1881 w Tarnowie. Został pochowany na Starym Cmentarzu w Tarnowie 7 czerwca 1881. Jego żoną była poślubiona w Złoczowie Antonina z domu Dorosiewicze Kuszpecińska (1832-1899), z którą miał synów Włodzimierza (1859-1937, archeolog), Mieczysława Antoniego (1865-1941), Stanisława Franciszka (1867-1868). Jego żona oraz synowie Włodzimierz i Mieczysław zostali pochowani w grobowcu rodzinnym na Cmentarzu Rakowickim w Krakowie.